# پدرو اوژنیو آرامبورو
پدرو اوژنیو آرامبورو (اسپانیایی: Pedro Eugenio Aramburu‎؛ ۲۱ مهٔ ۱۹۰۳ – ۱ ژوئن ۱۹۷۰) یک سیاست‌مدار اهل آرژانتین بود.